# أطلس كتالوني

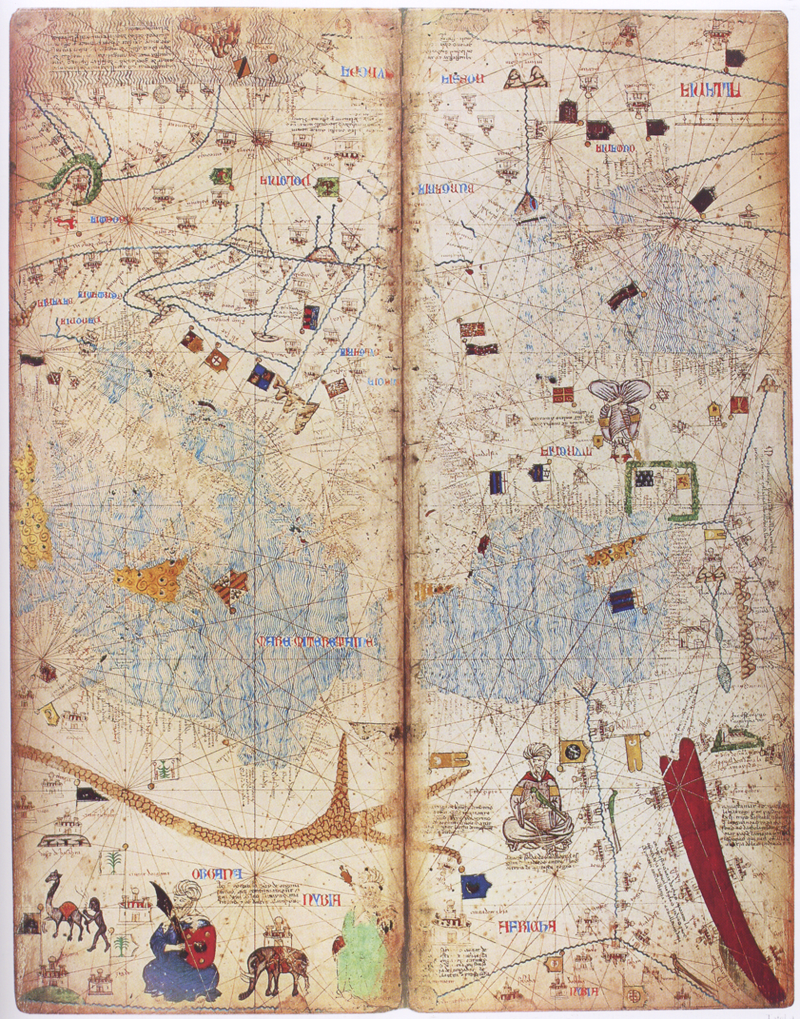
جزء من الأطلس الكتالوني يصف المنطقة المحيطة باليونان.

الأطلس الكاتالوني (بالإنجليزية: Catalan Atlas)‏ هو أهم خريطة في فترة العصور الوسطى، رسمت هذه الخريطة عام 1375، وكتب باللغة الكاتالونية.
تم إنتاج هذا الأطلس من قبل مدرسة خرائط مايوركا (Majorcan cartographic school) وينسب إلى أبراهام كريسكيز (المعروف أيضا باسم «إبراهيم كريسكيز»)، وهو مذهب كتاب اليهودية، الذي وصف نفسه «بأستاذ خرائط العالم والبوصلات».
تم حفظ الأطلس في المكتبة الملكية في فرنسا (والتي تسمي الآن المكتبة الوطنية الفرنسية) منذ عهد الملك شارل الخامس، ويتكون الأطلس من ستة ورقات من الرق مطوية من الوسط، ورسمت بألوان مختلفة بما في ذلك الذهب والفضة.
قطعت الأوراق الآن إلي نصفين، كل نصف وضع على جانب واحد من خمس لوحات خشبية، بينما وضع النصف الأول من ورقة الأولى والنصف الثاني من الورقة الأخيرة علي اللوحة الداخلية المصنوعة من الجلد البني، وتبلغ أبعاد كل ورقة تقريبا 65 × 50 سم، إضافة إلى الحجم الكلي 65 × 300 سم.
تحتوي الورقتن الأولتين على نصوص باللغة الكاتالونية، وتغطي هذه النصوص علم أوصاف الكون، وعلم الفلك، وعلم التنجيم، ويرافق هذه النصوص رسوم توضيحية، وتؤكد هذه النصوص كروية الأرض وحالة العالم المعروف، كما أنها توفر معلومات للبحارة عن المد والجزر، وكيفية معرفة الوقت ليلا.
تشكل الأوراق الأربعة المتبقية الخريطة الفعلية، وتنقسم إلى قسمين رئيسيين، وتظهر الخريطة توضيح لعدد من المدن، والتي يرمز لولائها السياسي بعلم الولاء السياسي، فين حين تتميز المدن المسيحية بالصليب، وغير ذلك من المدن يرم له بقبة.
استخدمت خطوط عمودية زرقاء متموجة لترمز إلى المحيطات، وكتب أسماء الأماكن من الموانئ الهامة باللون الأحمر، والأماكن الأخر باللون الأسود.
على عكس العديد من الخرائط الملاحية الأخرى، فإن الأطلس الكاتولني يقرأ بوضع الشمال في القاع، ونتيجة لهذا فإن الخرائط موجهة من اليسار إلى اليمين، من الشرق الأقصى إلى المحيط الأطلسي.
تشكل الورقتن الأوليتين الجزء الشرقي من الأطلس الكاتالوني، وتوضح العديد من المرجعيات الدينية وكذلك توليفة من القرون الوسطى (القدس تقع على مقربة من الوسط) وأدبيات وقت السفر، لا سيما كتاب الأعاجيب لماركو بولو ورحلات ماندفيل ورحلة السير جون ماندفيل، ويمكن التعرف على العديد من المدن الهندية والصينية.